# Trois Maries
Pour les articles homonymes, voir Marie et Maries.
 (décembre 2022).

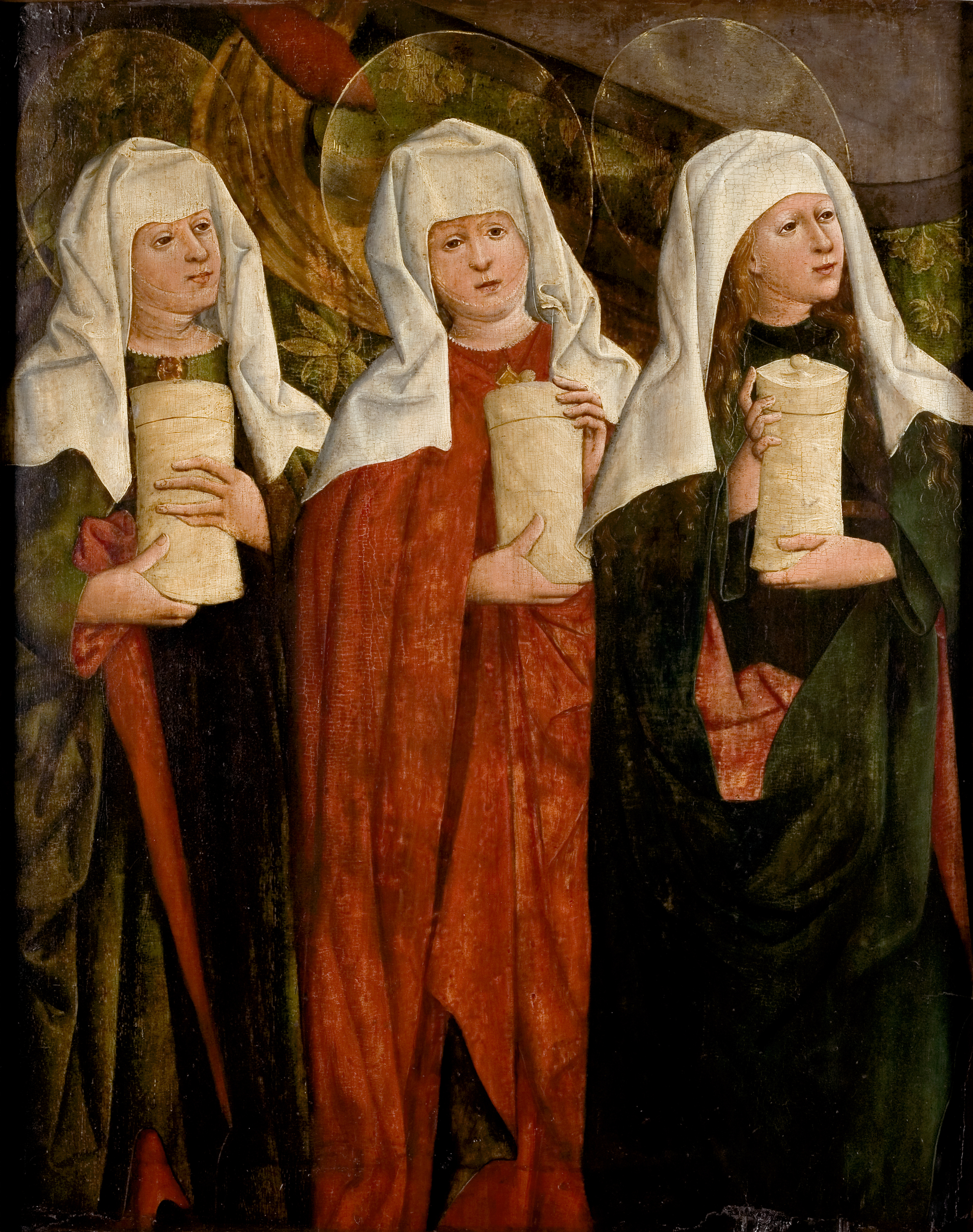
Les Trois Maries au tombeau par Mikołaj Haberschrack, XVe siècle.

Les Trois Maries sont trois femmes disciples de Jésus de Nazareth évoquées dans le Nouveau Testament. Les Évangiles canoniques rapportent que plusieurs femmes nommées « Marie » ont assisté à la Crucifixion ainsi qu'à la mise au tombeau et à la Résurrection. Cependant, leur nombre et leur identité présentent d'importantes divergences. Il semble d'autant plus difficile de résoudre ces contradictions que, selon les époques et en fonction des traditions religieuses, certaines de ces femmes ont été assimilées les unes aux autres.
En se fondant sur l'Évangile selon Jean, les chrétiens considèrent généralement qu'il s'agit de Marie (mère de Jésus), de Marie (femme de Cléophas) et de Marie Madeleine.

## «Marie» dans le Nouveau Testament
Le prénom « Marie » (en grec : Μαριαμ, Mariam, ou Μαρια, Maria) apparaît 54 fois dans le Nouveau Testament : 27 fois Mariam, 18 fois Maria, 7 fois Marias et 2 fois Marian, Ce prénom, porté par une femme sur quatre, est de loin le plus répandu chez les Juifs du Ier siècle.
À divers moments de l’histoire du christianisme, certaines de ces « Marie » ont été confondues les unes avec les autres. 
- Marie (mère de Jésus) ;

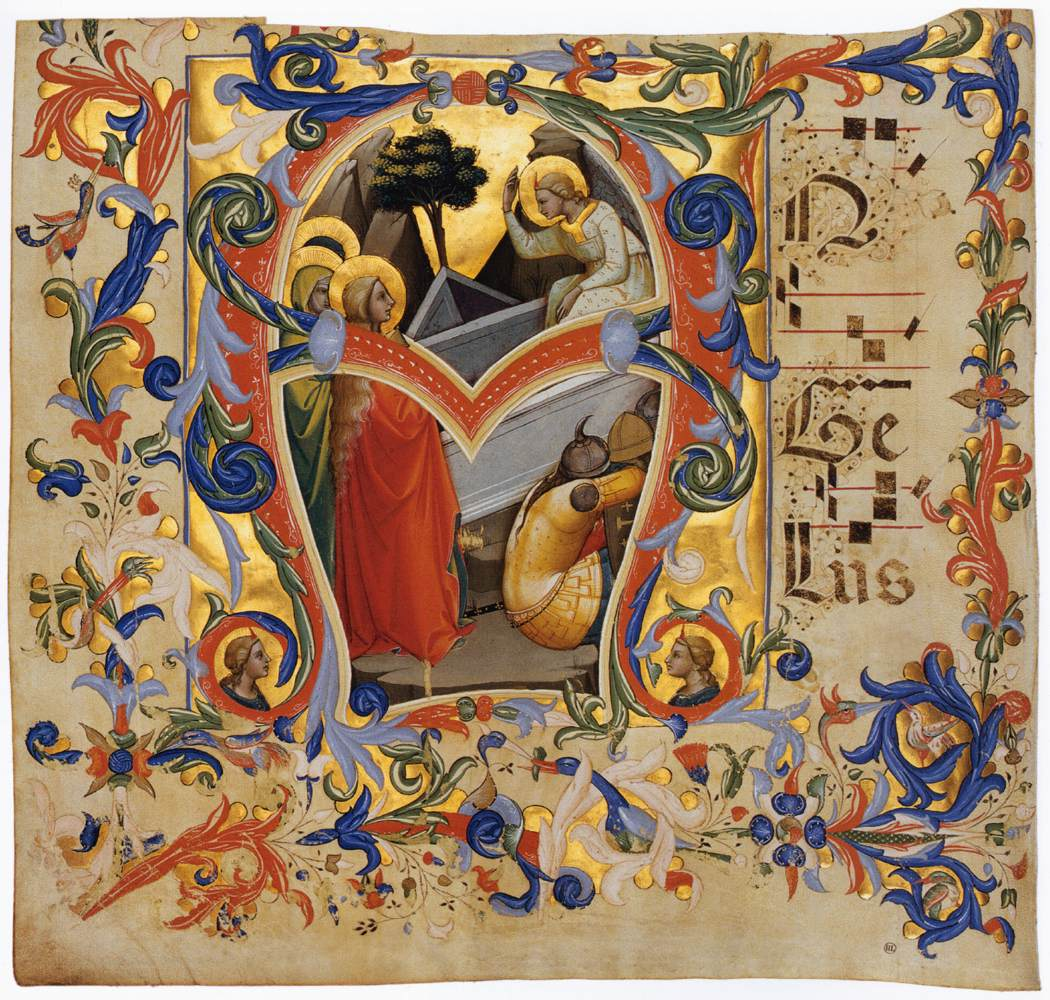
Lorenzo Monaco, Les Trois Maries au Sépulcre, enluminure d'un antiphonaire datant de 1396.

- Marie Madeleine, également connue sous le nom de « Marie de Magdala » ;
- Marie Jacobé (mère de Jacques le Mineur) (Matthieu 27:56 ; Marc 15:40 ; Luc 24:10) ;
- Marie (femme de Cléophas) (Jean 19:25), parfois identifiée à Marie Jacobé ;
- Marie de Béthanie (Luc 10:38-42, Jean 12:1-3), non mentionnée dans les récits de la Crucifixion et de la Résurrection, mais longtemps identifiée à Marie Madeleine par l'Église catholique ;
- Salomé, ou Marie Salomé, autre femme mentionnée dans les récits de la Crucifixion et de la Résurrection, identifiée dans certaines traditions comme étant l’une des Marie.

D'autres groupes de trois femmes ont été appelés les Trois Maries :
- Trois Marie présentes à la Crucifixion ;
- Trois Marie sur la tombe de Jésus le dimanche de Pâques ;
- Trois Marie présentées comme filles d'Anne, issues de trois mariages successifs.

## La Crucifixion

Icône des Trois Maries, monastère Nea Moni de Chios, v. 1100.

Dans la tradition chrétienne, plusieurs femmes nommées « Marie » se trouvent à proximité de la croix de Jésus lors de la Crucifixion. 
Si les Évangiles synoptiques ne se contredisent pas, ils diffèrent de la version de Jean.
Dans l'Évangile selon Marc (15:40-41), trois « Marie » sont présentes au pied de la croix : Marie de Magdala, Marie mère de Jacques le Mineur et de Joset, et Salomé. La mère de Jésus n'est pas citée. Matthieu (27:55-56) mentionne deux « Marie » (Marie de Magdala et la mère de Jacques et Joseph), et une troisième femme qui n'est pas nommée. Luc (23:49) rappelle simplement que des femmes ont été témoins de la scène, mais ne précise ni leur nombre ni leur nom.
Dans l'Évangile selon Jean (19:25), il s'agit de Marie (mère de Jésus), de sa sœur, Marie (femme de Cléophas), et enfin de Marie Madeleine. L’expression traditionnelle « Trois Maries » découle du récit de Jean.
Dans les trois synoptiques, la mère de Jésus semble absente, ce qui n'a pas manqué de susciter de nombreuses questions ainsi que de nombreuses hypothèses pour essayer de résoudre cette contradiction. Les plus anciens témoins de ces interrogations semblent être les écrits d'Helvidius (v. 380), pour qui l'expression « Marie (mère) de Jacques le Mineur et de Joset » représente la mère de Jésus, dont seulement deux fils — sur les cinq mentionnés dans les textes chrétiens — seraient cités. Dans sa réponse, Jérôme de Stridon réfute l'avis d'Helvidius et rappelle que « la mère de Jacques le Mineur et Joset » est la femme de Clopas. Toutefois, il suit Helvidius dans son identification de Jacques le Mineur avec l'apôtre Jacques d'Alphée. Pour ce faire, Jérôme propose une solution : celle de voir dans le mot Alphée un autre nom de Clopas. Ainsi, pour Jérôme, ceux qui sont appelés des frères dans de nombreux textes chrétiens des premiers siècles sont en fait des cousins. L'identification de Jacques frère du Seigneur avec Jacques le Mineur n'a toutefois jamais été acceptée par les Églises orientales qui distinguent les deux personnages et les fêtent séparément.
L'historien Thierry Murcia a proposé une solution : Marie mère de Jésus et Marie appelée la Magdaléenne (Megaddela = "la magnifiée" en araméen palestinien) serait en fait une seule et même personne et Jean ne parlerait que de deux femmes au pied de la croix. Il n'y aurait donc pas contradiction entre les synoptiques et Jean. Chez ce dernier, les deux femmes présentes seraient d'abord présentées (la mère de Jésus et sa sœur) puis nommées (Marie de Clopas et Marie la Magdaléenne), formant ainsi un chiasme (schéma classique de type ABBA en forme de croix) :
Près de la croix de Jésus se tenaient sa mère (A)
et la sœur de sa mère (B),
Marie, femme de Clopas (B),
et Marie de Magdala (A).
Jean, représentant de la tradition familiale, se focaliserait sur les membres féminins de la famille de Jésus et il ne nomme que les femmes présentes au pied de la Croix. Les synoptiques, eux, parlent de l'ensemble des femmes qui observent à distance et nomment les principales (dont celles nommées par Jean). Murcia écrit :
« Chez Jean, la perspective change : la focalisation est interne et la scène est vue de près. Cette fois, les femmes ne sont plus que deux : sa mère et sa tante, autrement dit, les proches parentes. Ce faisant, il n’y a pas stricto sensu contradiction, mais changement de point de vue et complément d’information (voir chapitre XVIII) ».

## La mise au tombeau

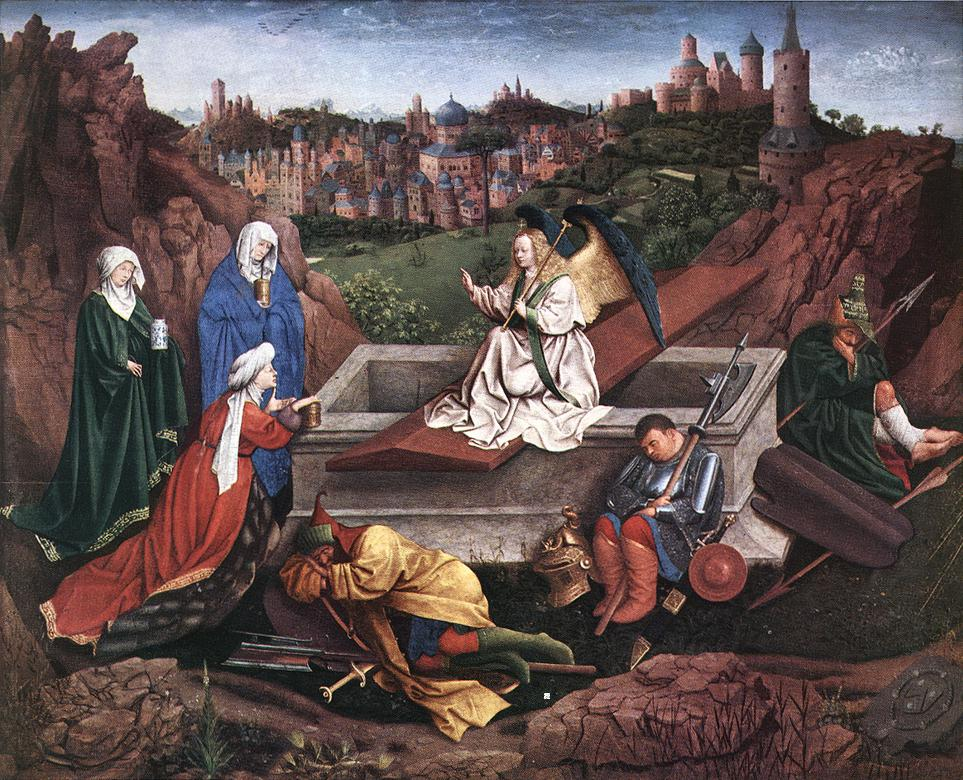
Les Trois Maries au Sépulcre attribué à Hubert van Eyck.

Il s'agit du groupe de trois femmes qui le matin du dimanche qui suit la crucifixion de Jésus viennent à son sépulcre pour l'embaumer. Dans les Églises orientales, elles sont appelées les Myrrhophores (du grec muron, « parfum liquide » et du verbe phoreo, « porter ». Qui portent du parfum liquide, plus généralement traduit : Porteuses d'offrandes.). Elles sont honorées par l'Église orthodoxe lors du « dimanche des Myrrhophores », troisième dimanche de la Pâque orthodoxe.
Les noms des femmes présentes au tombeau varient d'un évangile à l'autre. L'évangile selon Marc reprend la liste des femmes qui se trouvaient à proximité de la croix, avec une variante toutefois, puisque « Marie, mère de Jacques le Mineur et Joset » que l'on identifie généralement à Marie Jacobé (la femme de Clopas) est remplacée par la seule mention de « Marie, mère de Jacques ». Ce qui correspondrait alors aux trois Maries qui ont débarqué par la suite aux Saintes-Maries-de-la-Mer. Plusieurs peintres ont représenté cette scène, en remplaçant parfois Marie de Magdala par la mère de Jésus.
L'Évangile selon Matthieu parle seulement de deux Marie : « Marie la Magdaléenne et l'autre Marie » dont on ne sait si elle renvoie à Marie Jacobé ou à Marie Salomé — femme de Zébédée — qu'il a toutes deux précédemment citées près de la croix de Jésus.
L'Évangile selon Luc parle lui de « Marie de Magdala (Μαρία ἡ Μαγδαληνὴ), Jeanne, Marie, mère de Jacques et les autres qui étaient avec elles. ». Certaines sources traditionnelles identifient la femme appelée ici Jeanne à « Jeanne, femme de Chouza, intendant d'Hérode (Luc, 8:3) ».
L'Évangile selon Jean parle de la seule Marie de Magdala.

## Les trois filles d'Anne

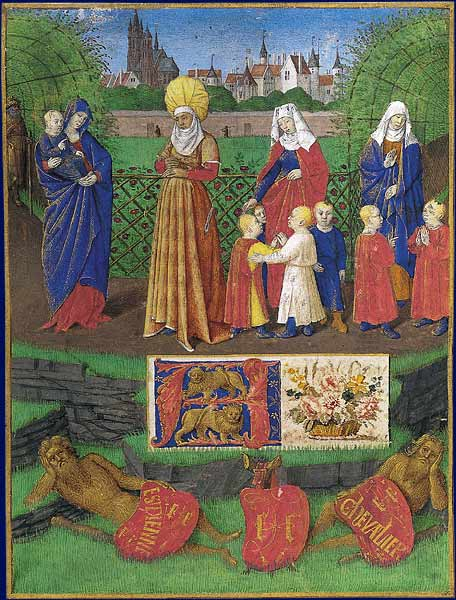
Anne et ses trois filles. Miniature du Livre d'heures d'Étienne Chevalier.

Dans la tradition chrétienne, les Trois Maries fait aussi référence à trois filles — toutes trois appelées Marie — qu'Anne, la grand-mère maternelle de Jésus aurait eues avec trois époux successifs. Il s'agit de :
- Marie, la mère de Jésus, qui serait née du mariage avec Joachim ;
- Marie Jacobé, femme de Clopas et mère de Jacques le Mineur, de José et peut-être de Siméon fils de Clopas, le deuxième « évêque » de Jérusalem après Jacques le Juste[17],[18]. Le père de Marie Jacobé se serait appelé Cléophas ;
- Marie Salomé (souvent simplement appelée Salomé), qui avec son mari Zébédée aurait engendré les apôtres Jacques — dit le Majeur — et Jean de Zébédée. Le père de Marie Salomé se serait appelé Salomé (parfois orthographié Salomaé ou Salomas).

Cette tradition est notamment rapportée par Haymon d'Auxerre (IXe siècle) ou Jacques de Voragine dans la Légende dorée (XIIIe siècle). Elle est le thème central d'un long poème écrit en français vers 1357 par Jean de Venette}.
Selon Fernando Lanzi et Gioia Lanzi, cette tradition aurait été condamnée par le concile de Trente (XVIe siècle), mais elle est toujours vive notamment dans les pays de langue allemande et aux Pays-Bas.

## Postérité

### La légende des saintes Maries
Haymon d'Auxerre, figure centrale de la Renaissance carolingienne du milieu du IXe siècle, est le premier à émettre l'hypothèse que les trois Maries citées dans les évangiles et au pied de la croix sont Marie (mère de Jésus) et deux demi-sœurs. Il s'appuie dans son commentaire sur l'Évangile du Pseudo-Matthieu.
Les hagiographes ont popularisé un débarquement en Camargue des trois Maries, accompagnées d'un groupe comprenant Marthe, la sœur de Marie de Béthanie, Lazare son frère ressuscité par Jésus, Maximin, Sidoine l'aveugle qui deviendra saint Restitut et Manille, suivante de Marthe,.
Le début du culte qui leur est rendu ne date que du Moyen Âge, où il est développé par les croyances issues de la Légende dorée. Benoît XII approuve ce culte, mais l'invention de leurs reliques n'a lieu qu'en 1448 et est due au Roi René.

### Représentation artistique
La plus ancienne représentation actuellement connue des Trois Maries au sépulcre est une fresque du IIIe siècle située dans le baptistère de la Domus ecclesiae de Doura Europos.

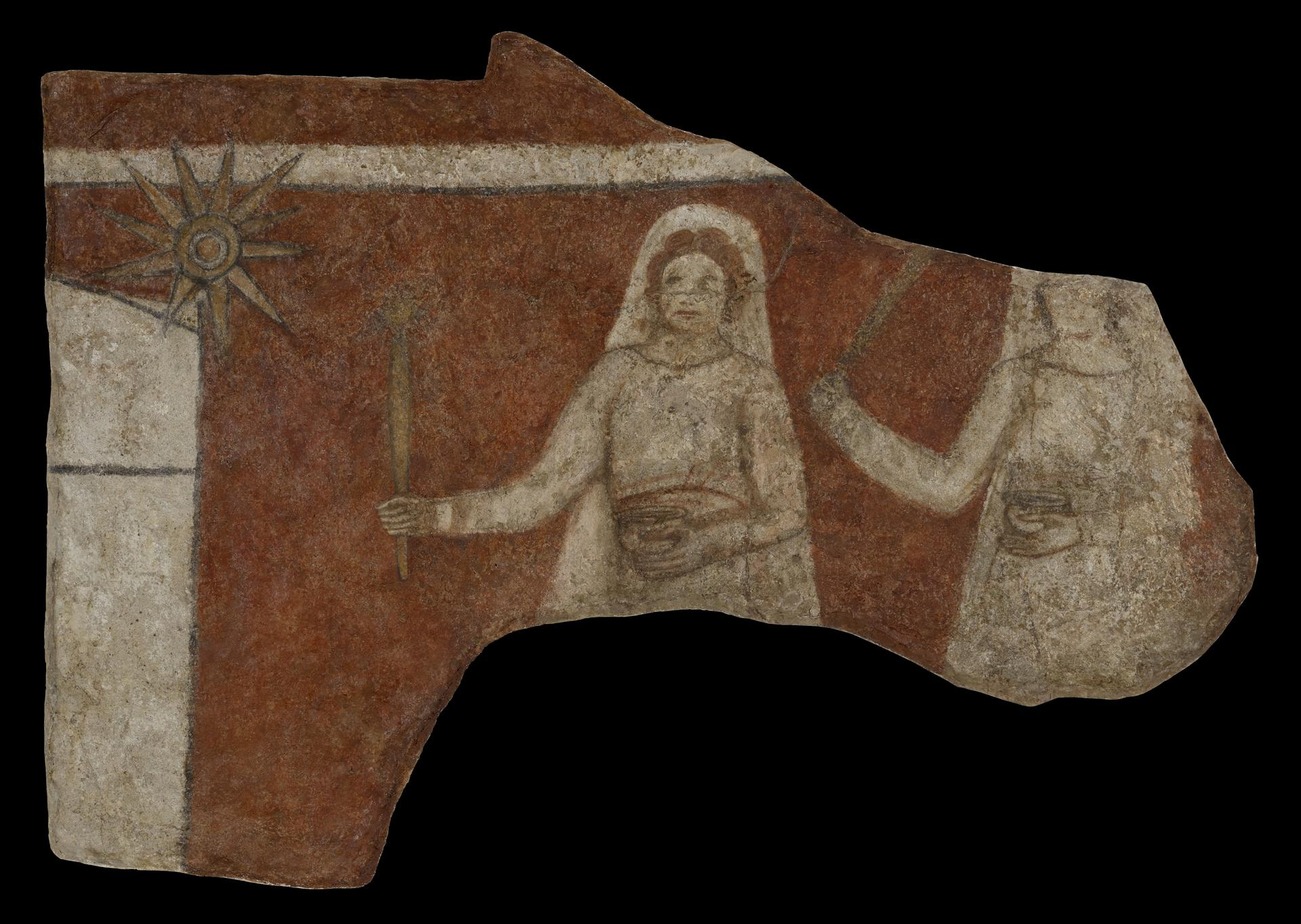
Baptistère de Doura Europos, IIIe siècle.
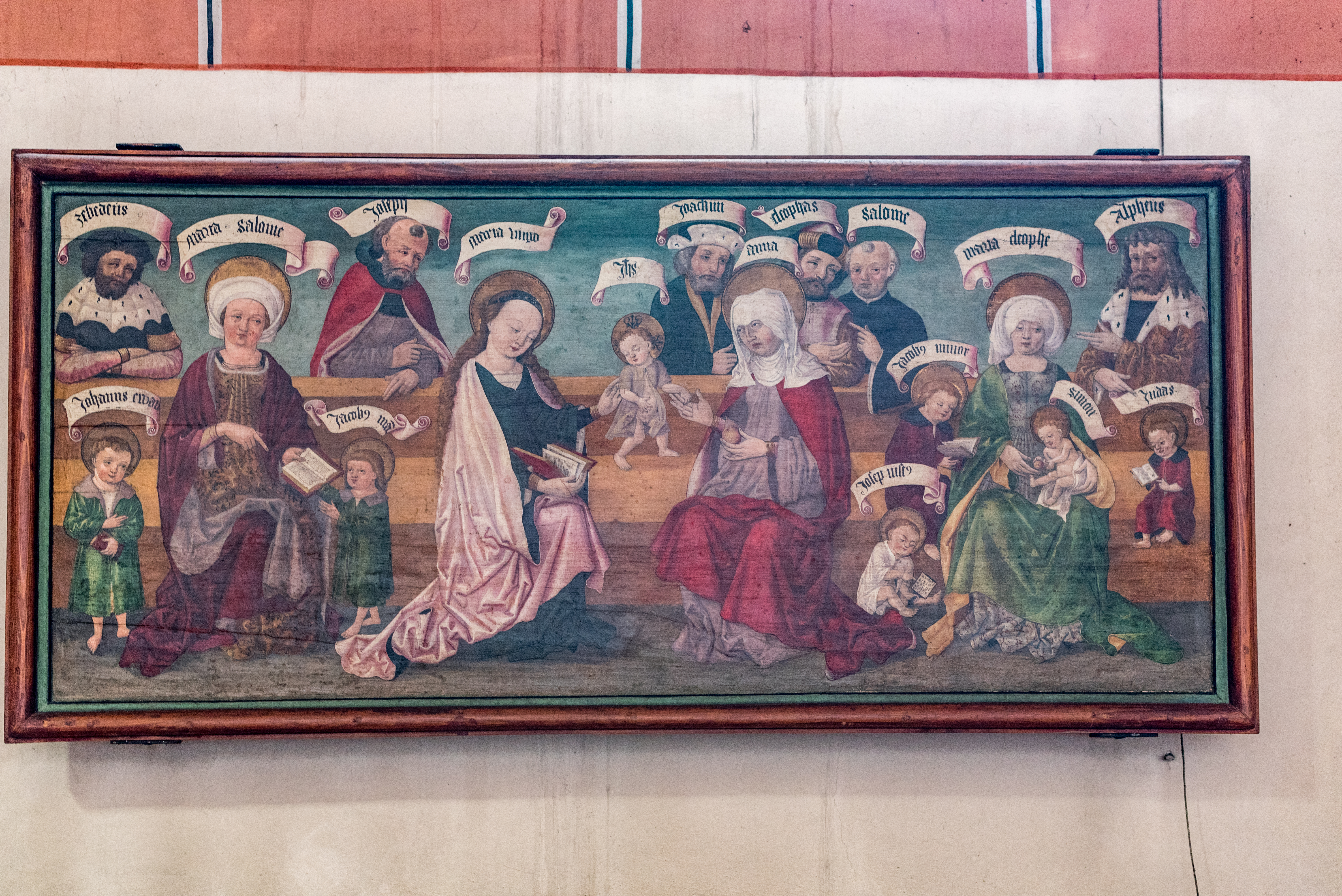
Sainte Anne (vêtue de rouge) avec ses trois époux en arrière-plan, Rhénanie, XVIe siècle.
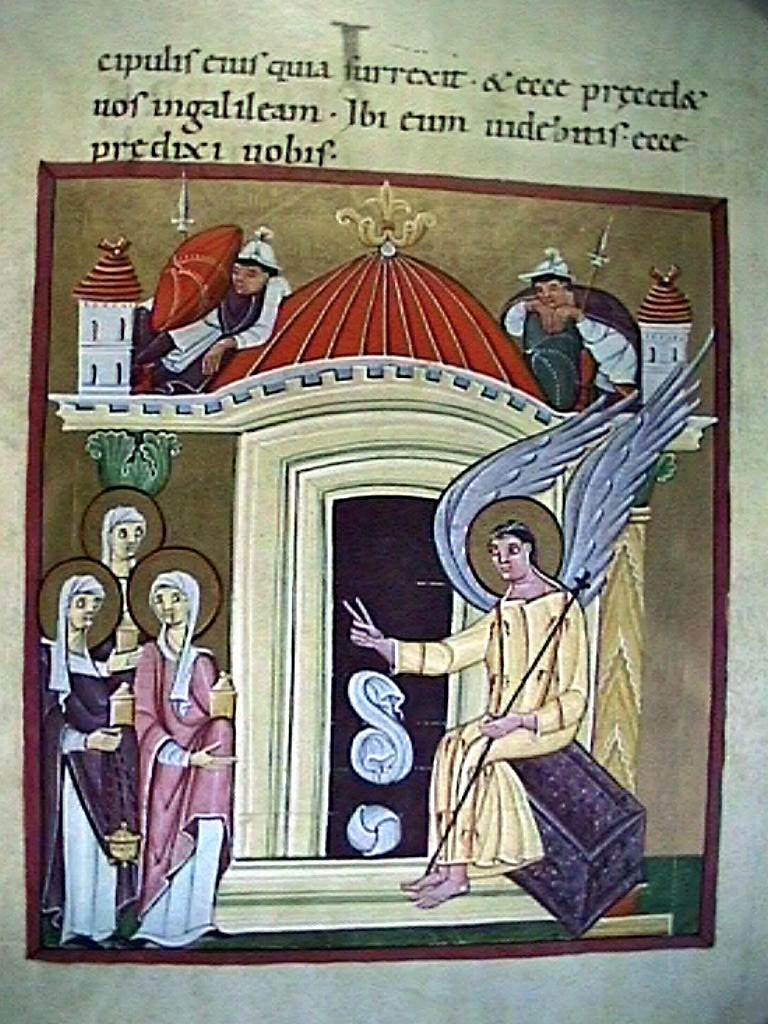
Apocalypse de Bamberg, XIe siècle.
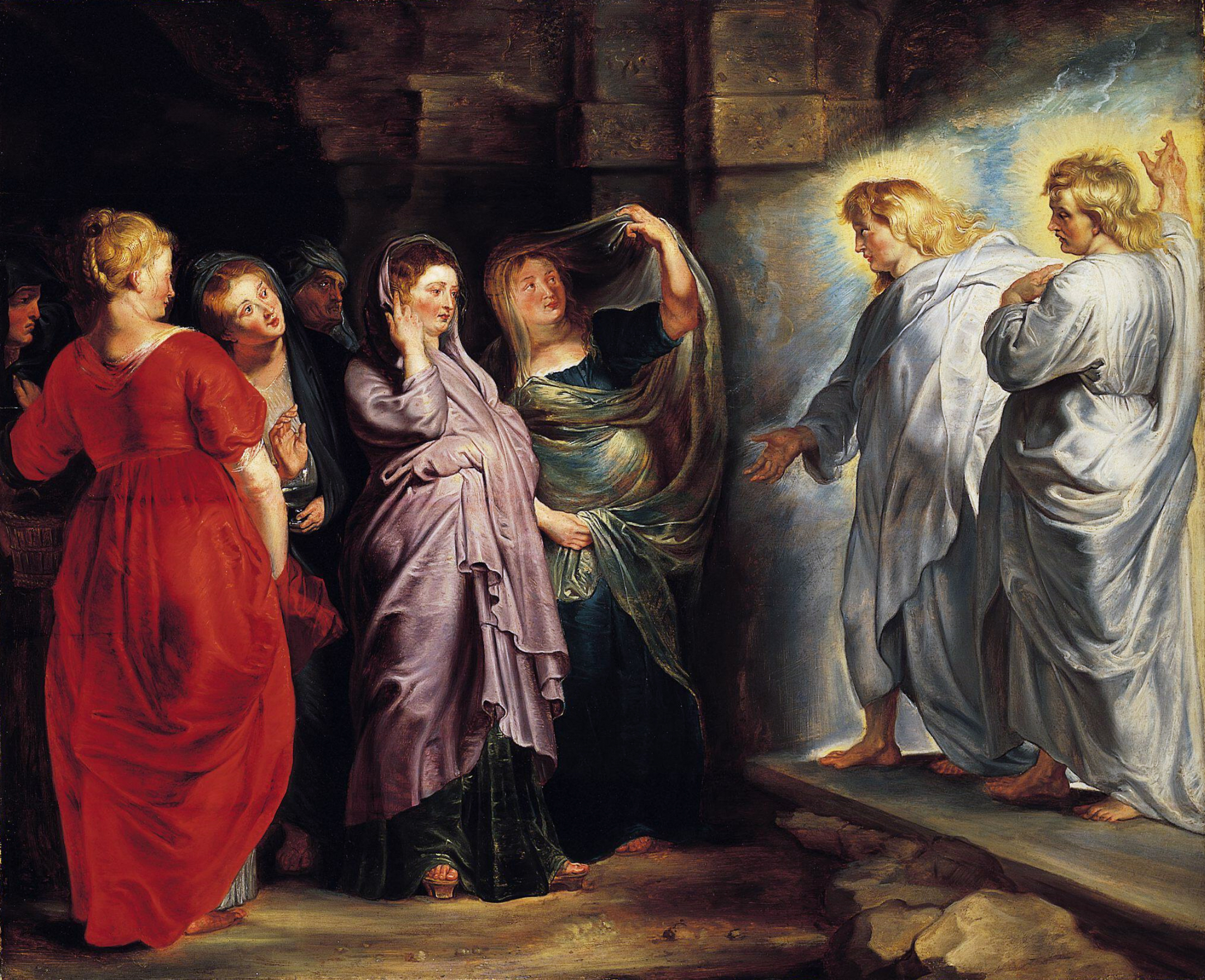
Les Trois Maries au Sépulcre, par Rubens. Marie Madeleine est vêtue de rouge.

### Astronomie

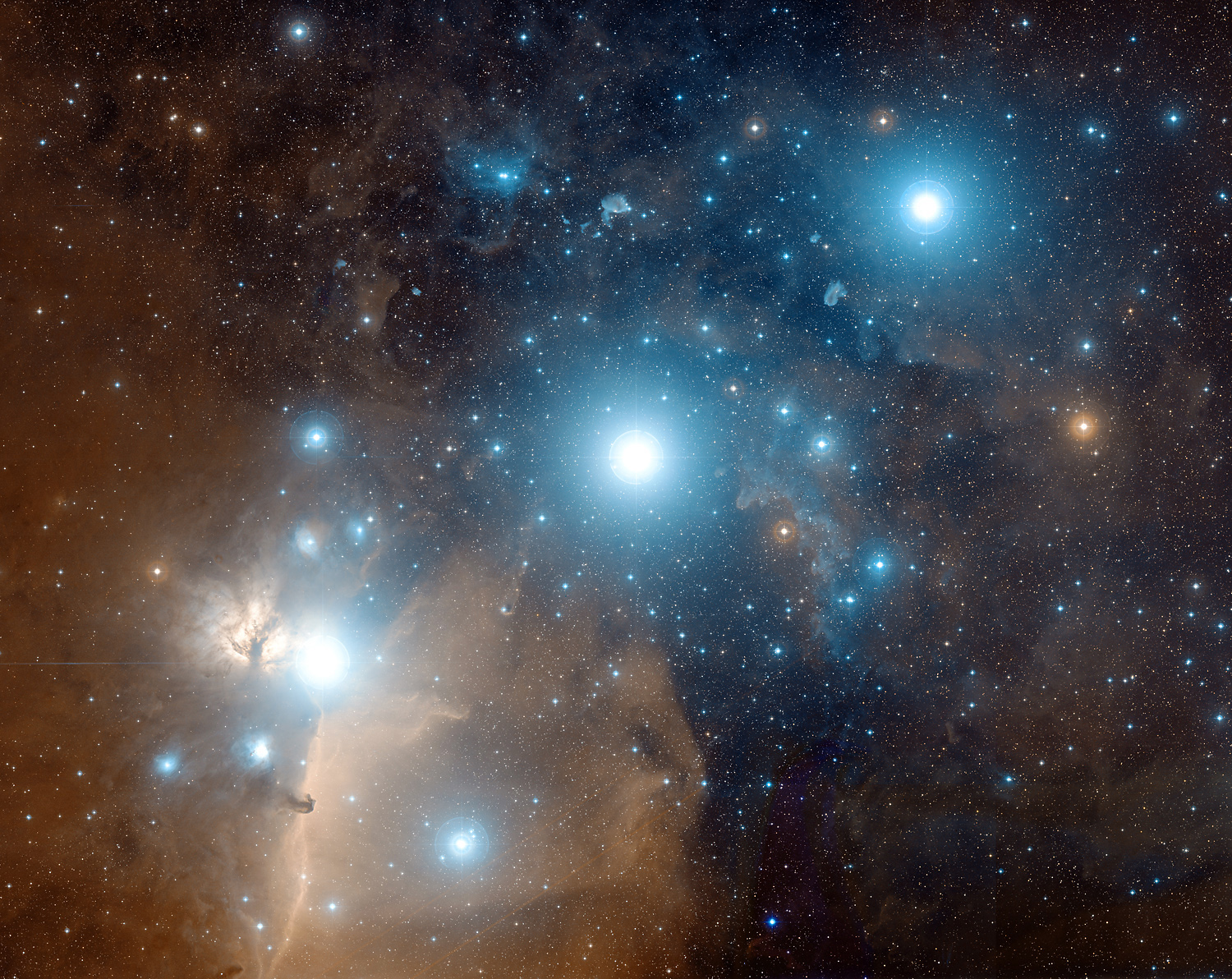
Astrophotographie de la ceinture d'Orion.

Dans les pays hispanophones, l'astérisme de la ceinture d'Orion est appelé « Las Tres Marias » (Les Trois Maries). Dans d'autres pays occidentaux, il est parfois appelé « Les Trois Rois », une référence aux « mages venus d'orient » du récit de l'enfance ajouté à l'Évangile selon Matthieu et à la tradition des trois Rois mages, porteurs de cadeaux pour l'enfant Jésus, dont les plus anciens témoins se trouvent chez Tertullien et Origène (début du IIIe siècle).

### Toponymie
- Place des Trois-Maries (Paris)
- Rue des Trois-Maries (Lyon)